# Pickering (cratera marciana)
A cratera Pickering é uma cratera localizada no quadrângulo de Phaethontis em Marte a 132.5º longitude oeste e 33.1 latitude sul. Essa cratera possui 115 km em diâmetro e recebeu este nome em referência a várias pessoas: Edward Charles,  um astrônomo americano(1846–1919); William Henry,  um astrônomo americano (1858–1938); e Sir William Hayward, um engenheiro neozeolandês (1910–2004).